# Couto de Magalhães
Pour les articles homonymes, voir Couto et Magalhães.
Couto de Magalhães est une municipalité brésilienne située dans l'État du Tocantins. 